# Miejskie Zakłady Komunikacyjne w Bydgoszczy
Miejskie Zakłady Komunikacyjne w Bydgoszczy – główny miejski przewoźnik w Bydgoszczy.
Siedziba Zarządu Spółki mieści się w Bydgoszczy przy ul. Inowrocławskiej 11.
Miejskie Zakłady Komunikacyjne Spółka z o.o. w Bydgoszczy funkcjonują w formie spółki z ograniczoną odpowiedzialnością od 1 lutego 1998 r. Spółka została zarejestrowana w Krajowym Rejestrze Sądowym Sądu Rejonowego w Bydgoszczy XIII Wydz. Gospodarczym pod numerem 0000111252.

## Zakres działalności
- Transport pasażerski miejski.
- Pozostały pasażerski transport lądowy.
- Wynajem samochodów ciężarowych z kierowcą.
- Wynajem pozostałych środków transportu.
- Budowa dróg kołowych i szynowych.
- Rozbiórka i burzenie obiektów budowlanych: roboty ziemne
- Obsługa i naprawa pojazdów mechanicznych. Pomoc drogowa oraz pozostała działalność usługowa związana z pojazdami mechanicznymi.
- Reklama.
- Wynajem nieruchomości na własny rachunek.
- Badania i analizy techniczne.
- Wykonywanie robót ogólnobudowlanych w zakresie rozdzielczych obiektów liniowych: rurociągów, linii elektroenergetycznych, elektrotrakcyjnych i telekomunikacyjnych – lokalnych.
- Wykonywanie robót ogólnobudowlanych w zakresie obiektów liniowych: rurociągów, linii

elektroenergetycznych, elektrotrakcyjnych i telekomunikacyjnych – przesyłowych
- Działalność usługowa w zakresie naprawy, konserwacji, remontów lokomotyw kolejowych, tramwajowych oraz taboru kolejowego i tramwajowego.
- Działalność taksówek osobowych.

## Tabor

### Autobusowy
W grudniu 2001 roku skasowano ze stanu MZK Bydgoszcz ostatniego Ikarusa 260.
W 2008 roku w ruchu pozostał już tylko jeden Ikarus 280.26 z numerem taborowym 3421 po remoncie w KZNS Solec Kujawski z około 1999 roku oraz 4 Ikarusy 280.70 z 1994 roku o numerach 3833, 3836, 3838 oraz 3839. Wszystkie autobusy zostały wycofane latem. Jeden z wycofanych wcześniej Ikarusów, 280.26 3569 został nabyty przez prywatna osobę tworząca muzeum pojazdów z PRL-u.
W 2015 roku zniknęły z bydgoskich ulic jedyne cztery autobusy Volvo 7000A, które MZK posiadało od 2000 roku, zaś 15 listopada tego samego roku wycofano z eksploatacji ostatni egzemplarz Volvo B10L o nr #775. Ostatnią służbę wykonał w piątek 13 listopada na 59/6.
7 stycznia 2016 roku wycofano z eksploatacji ostatnie sztuki autobusów MAN NL223, które służyły w MZK Bydgoszcz od sierpnia 2000 roku.
W lutym 2020 zakończono eksploatację autobusów wysokopodłogowych, ostatnimi pojazdami o takiej konstrukcji były Mercedesy Conecto.

## Tabor

### Autobusowy

#### Eksploatowane
| Marka, model                           | Lata zakupu          | Numery taborowe           | Liczba pojazdów | przewóz osób na wózkach |
| -------------------------------------- | -------------------- | ------------------------- | --------------- | ----------------------- |
| Mercedes-Benz Conecto LF G             | 2009–2011            | 640–659, 661              | 21              | przewóz osób na wózkach |
| Mercedes-Benz Conecto LF A30           | 2010–2011            | 865–868                   | 4               | przewóz osób na wózkach |
| Solaris Urbino 12 III                  | 2012–2013, 2015–2016 | 662–677, 789–799, 871–890 | 47              | przewóz osób na wózkach |
| Solaris Urbino 18 III                  | 2013–2016            | 679–689, 800–806, 853–859 | 25              | przewóz osób na wózkach |
| Mercedes-Benz Conecto LF               | 2017                 | 807–816                   | 10              | przewóz osób na wózkach |
| Mercedes-Benz Conecto G                | 2017–2018            | 817, 891–900              | 11              | przewóz osób na wózkach |
| Solaris Urbino 8,6 III                 | 2013                 | 869, 870                  | 2               | przewóz osób na wózkach |
| Mercedes-Benz Conecto G New Generation | 2019                 | 901–911, 920-931          | 23              | przewóz osób na wózkach |
| Solaris Urbino 18 IV                   | 2020                 | 912–919                   | 8               | przewóz osób na wózkach |
| Wszystkie pojazdy                      | Wszystkie pojazdy    | Wszystkie pojazdy         | 151             | przewóz osób na wózkach |

#### Wycofane
- Volvo B10LA (eksploatowany 1997-2012), numery boczne 451-458, 474-480
- Volvo B10Ble 6x2 (eksploatowany 1999-2013), numery boczne 778-788
- Volvo 7000A (eksploatowany 2001-2015), numery boczne 481-484
- Volvo B10L (eksploatowany 1998-2015), numery boczne 771-777
- Volvo B10Ble (eksploatowany 1997-2016), numery boczne 690-695, 701-732, 734-736
- MAN NL223 (eksploatowany 2000-2016), numery boczne 510-516
- Volvo B10MA (eksploatowany 1997-2016), numery boczne 459-473
- MAN NG313 (eksploatowany 2000-2016), numery boczne 541-549
- Mercedes-Benz Citaro O530G FL (eksploatowany 2007-2019), numer boczny 438 (zniszczony w wyniku wypadku w czerwcu 2019)
- Mercedes-Benz O530G II Citaro (eksploatowany 2007-2022), numery boczne 427–437, 491–498

### Tramwajowy

#### Eksploatowane
| Zdjęcia           | Model             | Rok produkcji     | Numer boczny      | przewóz osób na wózkach | Liczba sztuk |
| ----------------- | ----------------- | ----------------- | ----------------- | ----------------------- | ------------ |
|                   | Konstal 805Na     | 1980-1990         | 241-351           |                         | 26           |
|                   | Konstal 805NM+NMD | 1980              | 362+363           |                         | 1+1          |
|                   | Pesa 122N         | 2007              | 364, 365          | przewóz osób na wózkach | 2            |
|                   | Pesa 122NaB Swing | 2015-2016         | 111-122           | przewóz osób na wózkach | 12           |
|                   | Pesa 121NaB       | 2017-2018         | 170 – 175         | przewóz osób na wózkach | 6            |
|                   | Pesa 122NaB       | 2018-2019         | 130-144           | przewóz osób na wózkach | 15           |
| Wszystkie pojazdy | Wszystkie pojazdy | Wszystkie pojazdy | Wszystkie pojazdy | Wszystkie pojazdy       | 135          |

- – tramwaje Pesa Swing 122NaB  #111-122 dostarczone w latach 2015-2016 należą do Spółki Tramwaj Fordon
- – wycofane tramwaje* Konstal 105NW (eksploatowany 1977-2013), numer boczny 224

#### Zabytkowe
| Zdjęcie | Model           | Numer boczny                     | Rozpoczęcie eksploatacji | Liczba |
| ------- | --------------- | -------------------------------- | ------------------------ | ------ |
|         | Hebrand VNB-125 | 14                               | 1886                     | 1      |
|         | Herbrand GE-58  | 120                              | 1898                     | 1      |
|         | Konstal 5N+5ND  | 68+135                           | 1960                     | 1+1    |
|         | Konstal 803N    | 201 (ex.#222, odpowiednik 102Na) | 1974                     | 1      |
|         | Lilpop III D    | 154                              | 1938                     | 1      |

## Galeria

### Autobusy

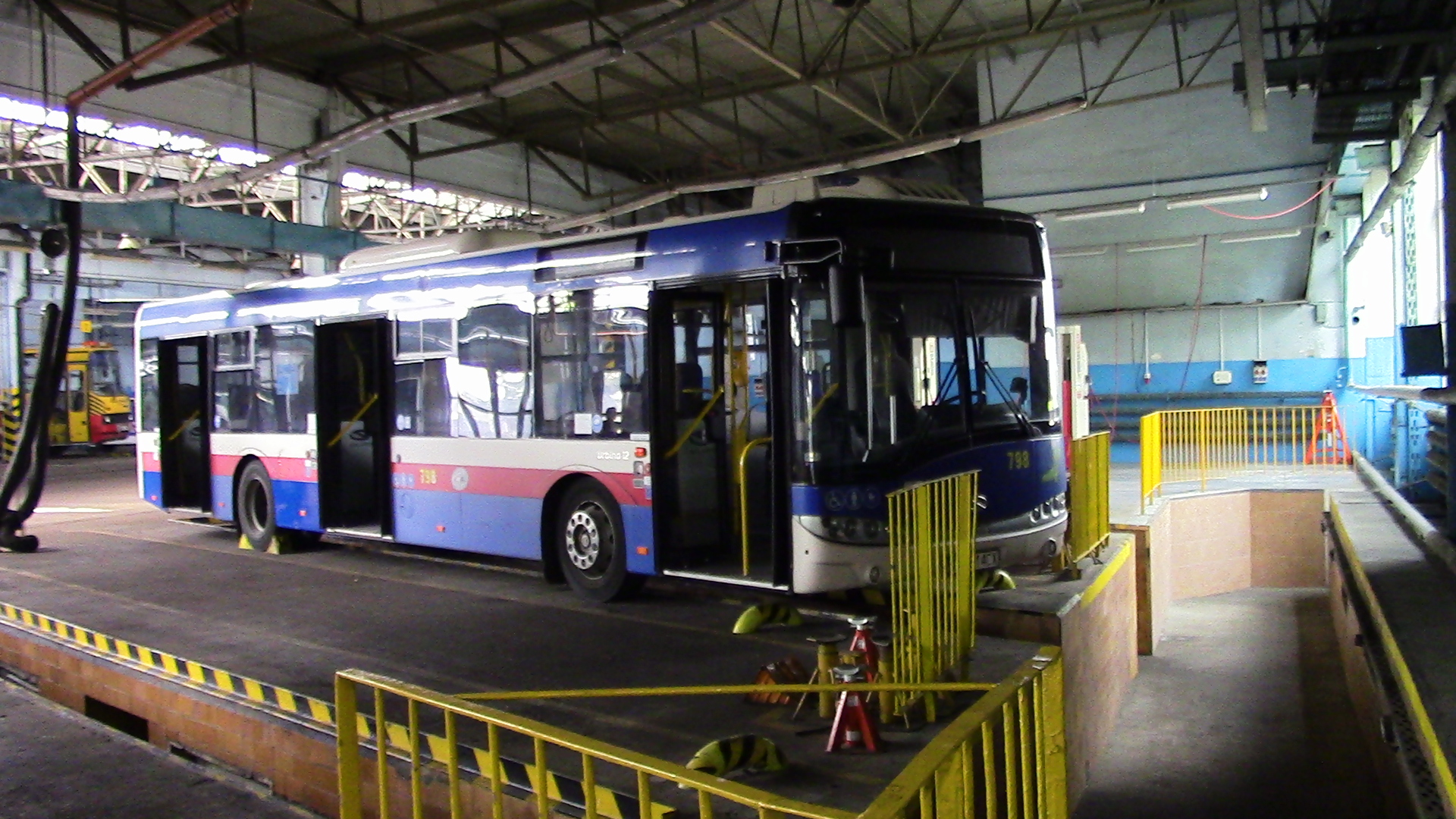
Zajezdnia autobusowa, Solaris Urbino 12 #798
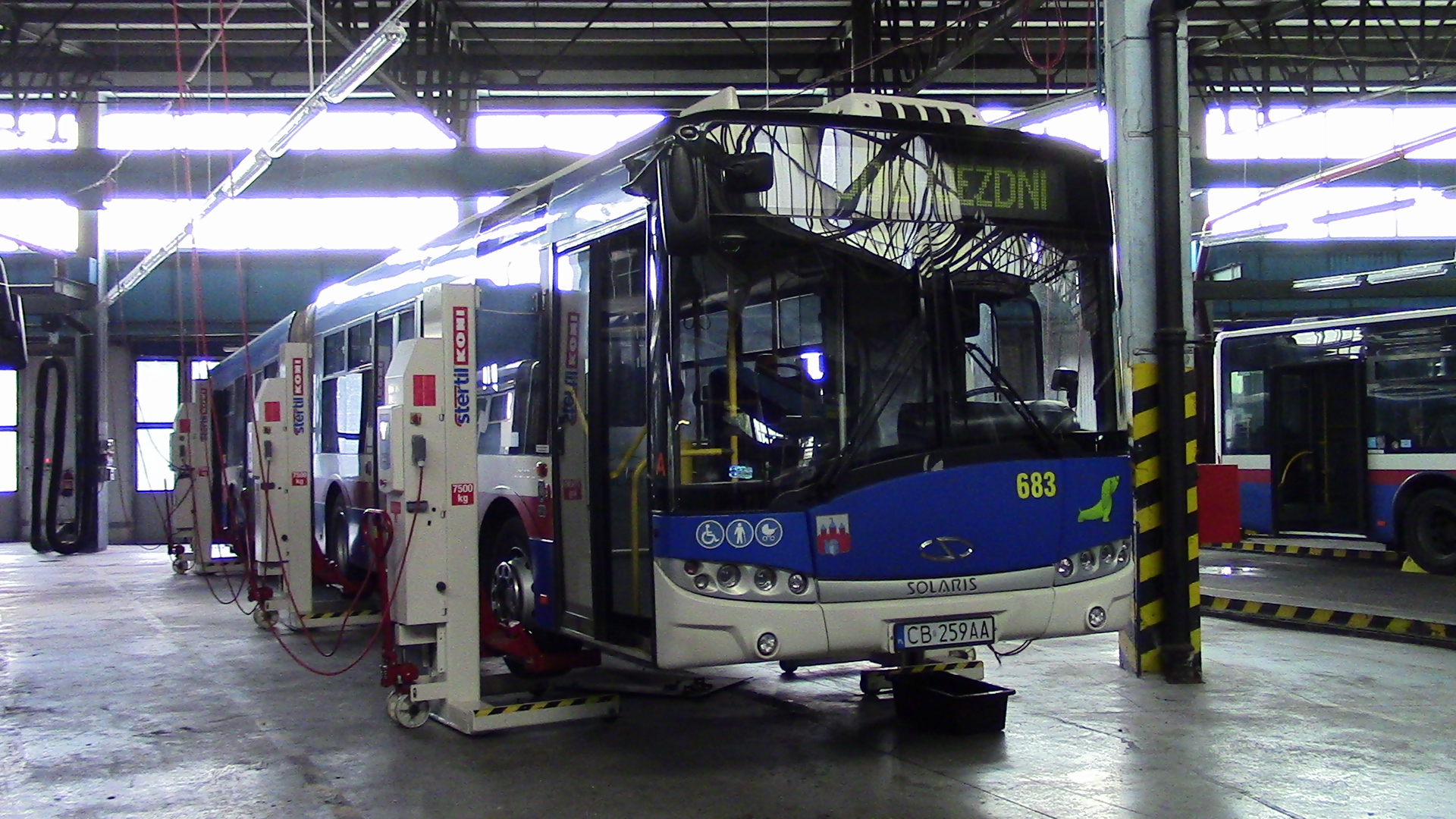
Zajezdnia autobusowa, Solaris Urbino 18 #683
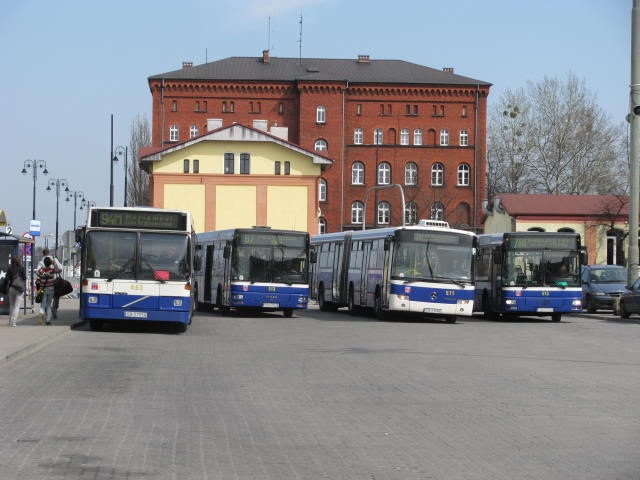
Stara pętla przy dworcu PKP Bydgoszcz Główna
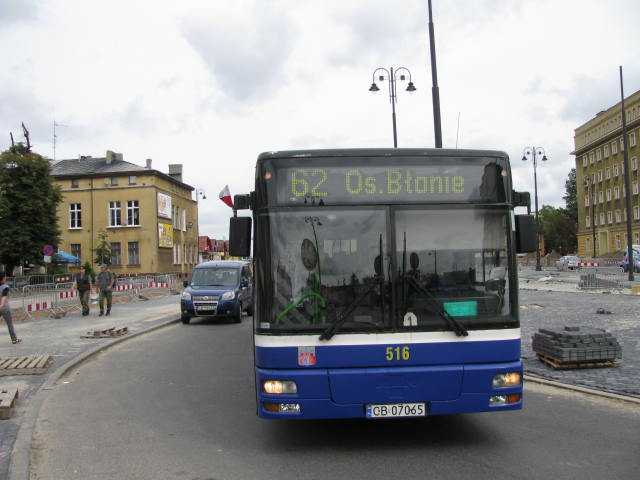
MAN NL223 (eksploatowany 2000-2016)
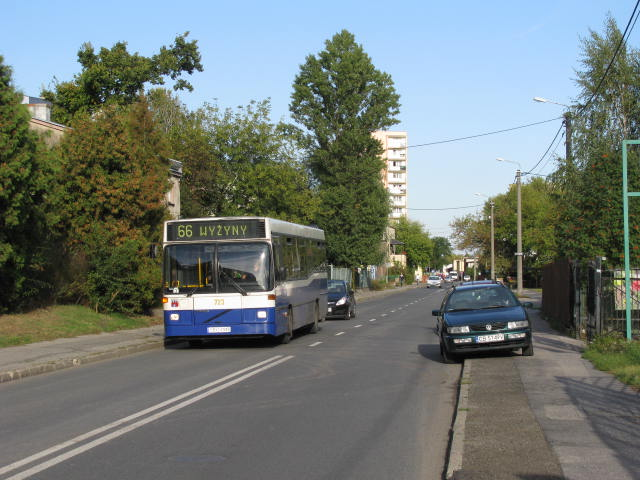
Volvo B10BLE

### Wozy techniczne

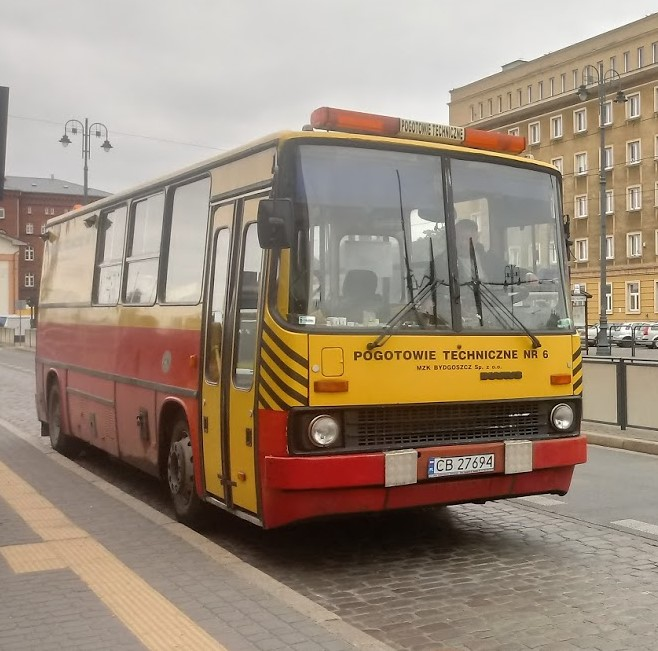
Pogotowie Techniczne Nr 6 (Ikarus)
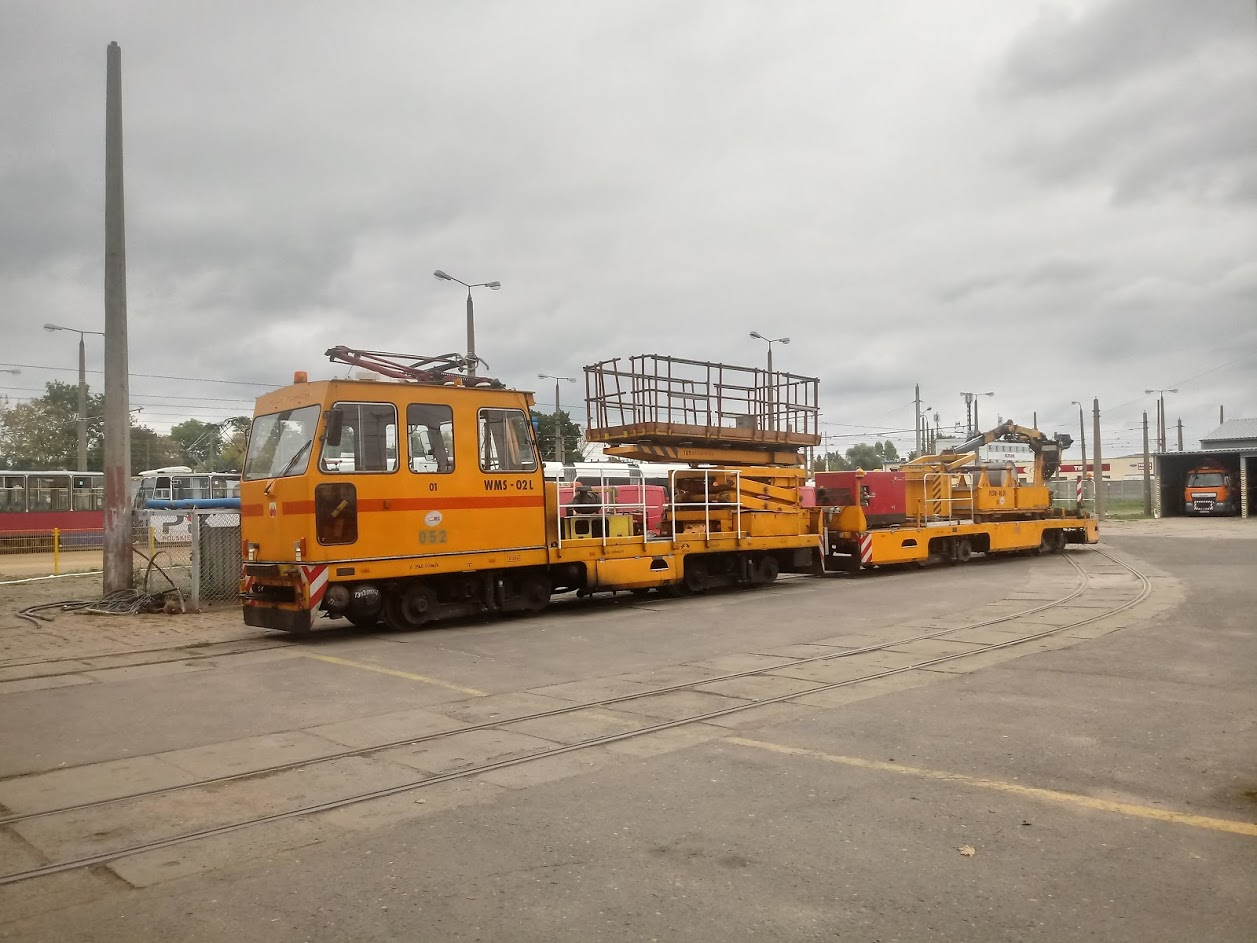
Wóz techniczny WMS-02L
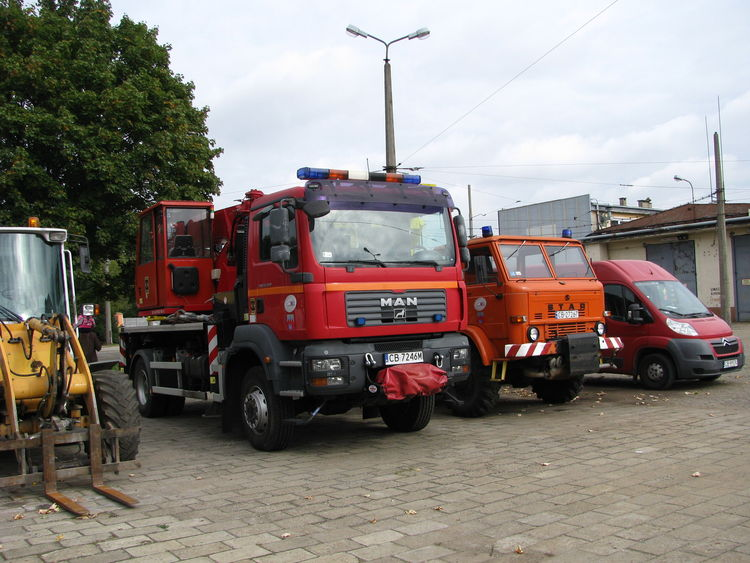
Wozy techniczne
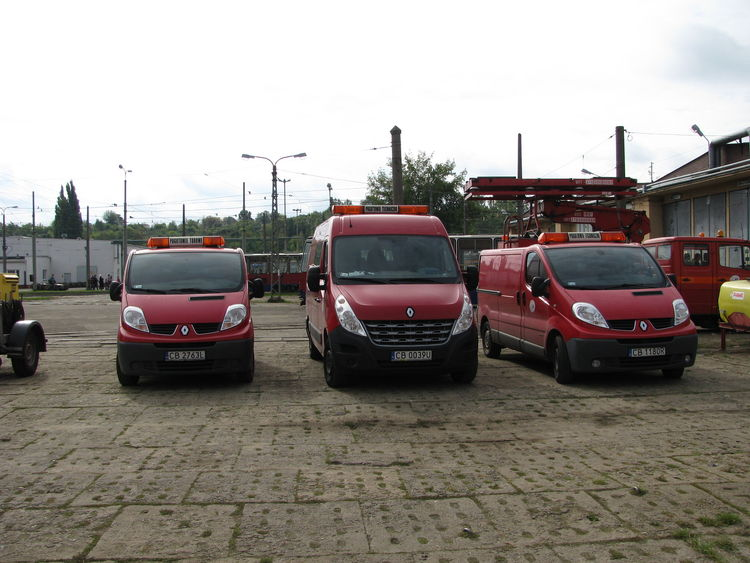
Wozy techniczne Renault
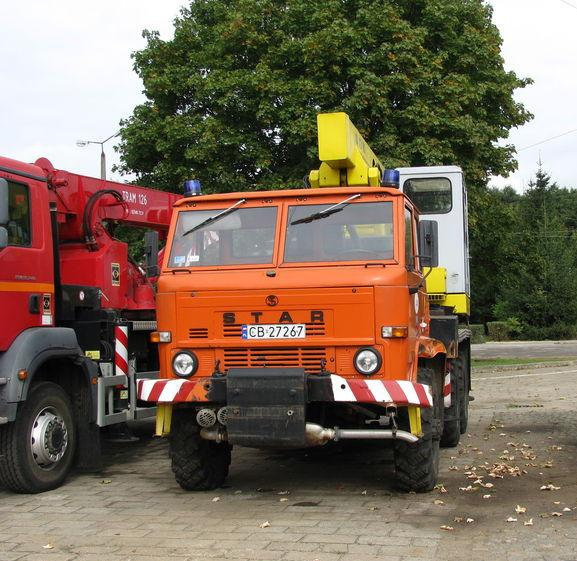
Wóz techniczny Star
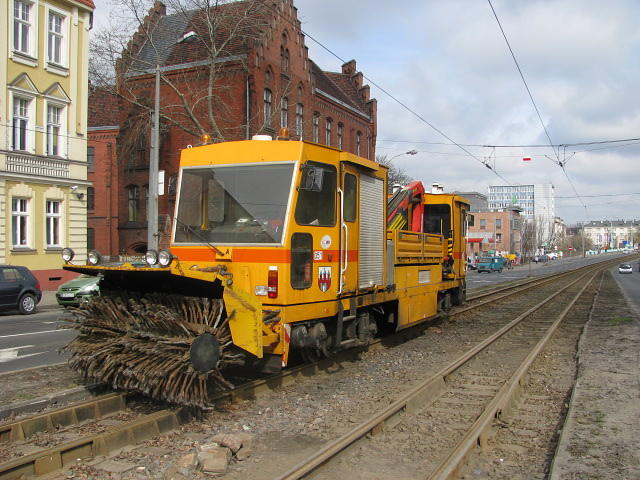
Tramwaj techniczny CSW44.01 #051
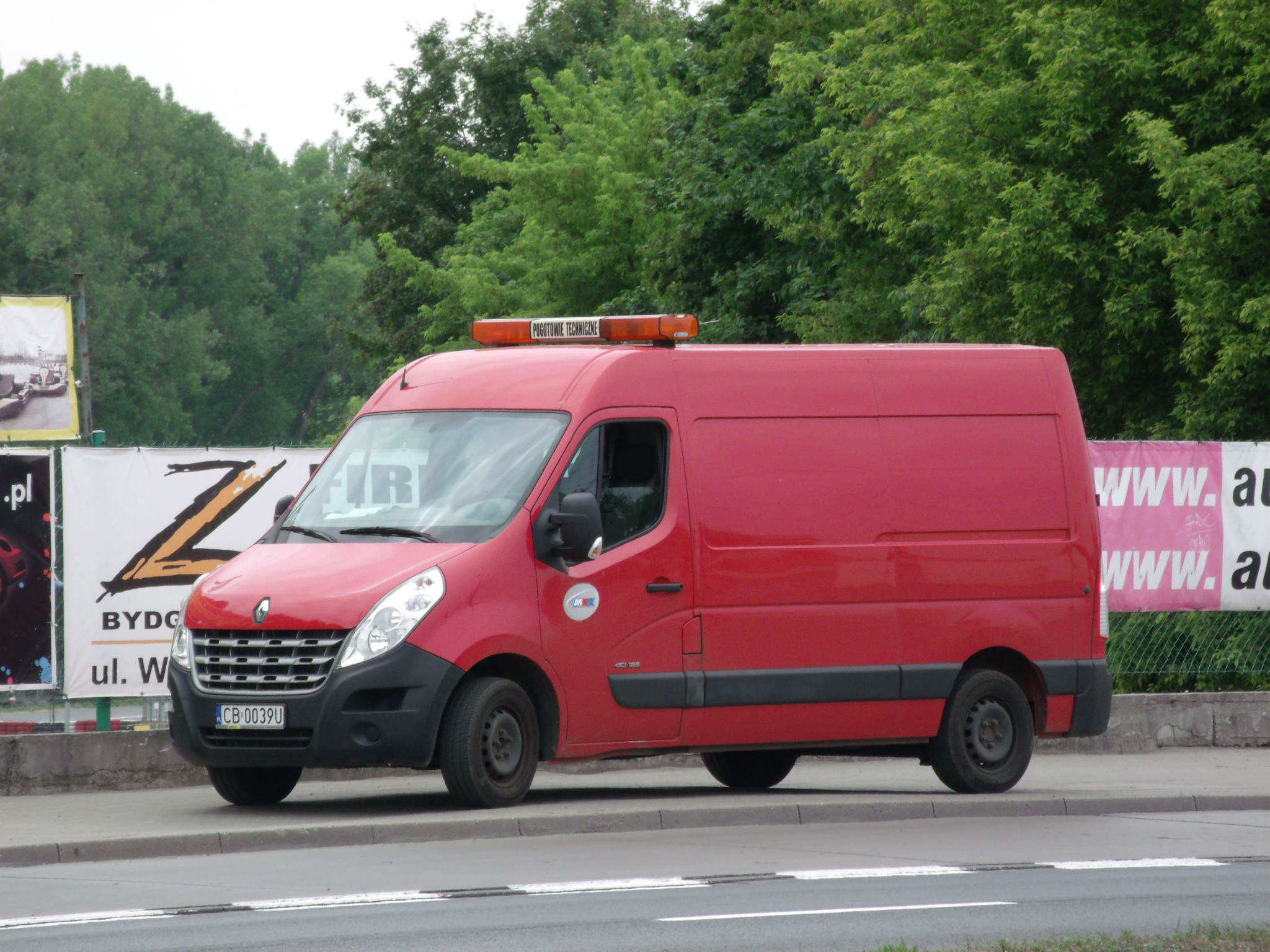
Wóz techniczny Renault
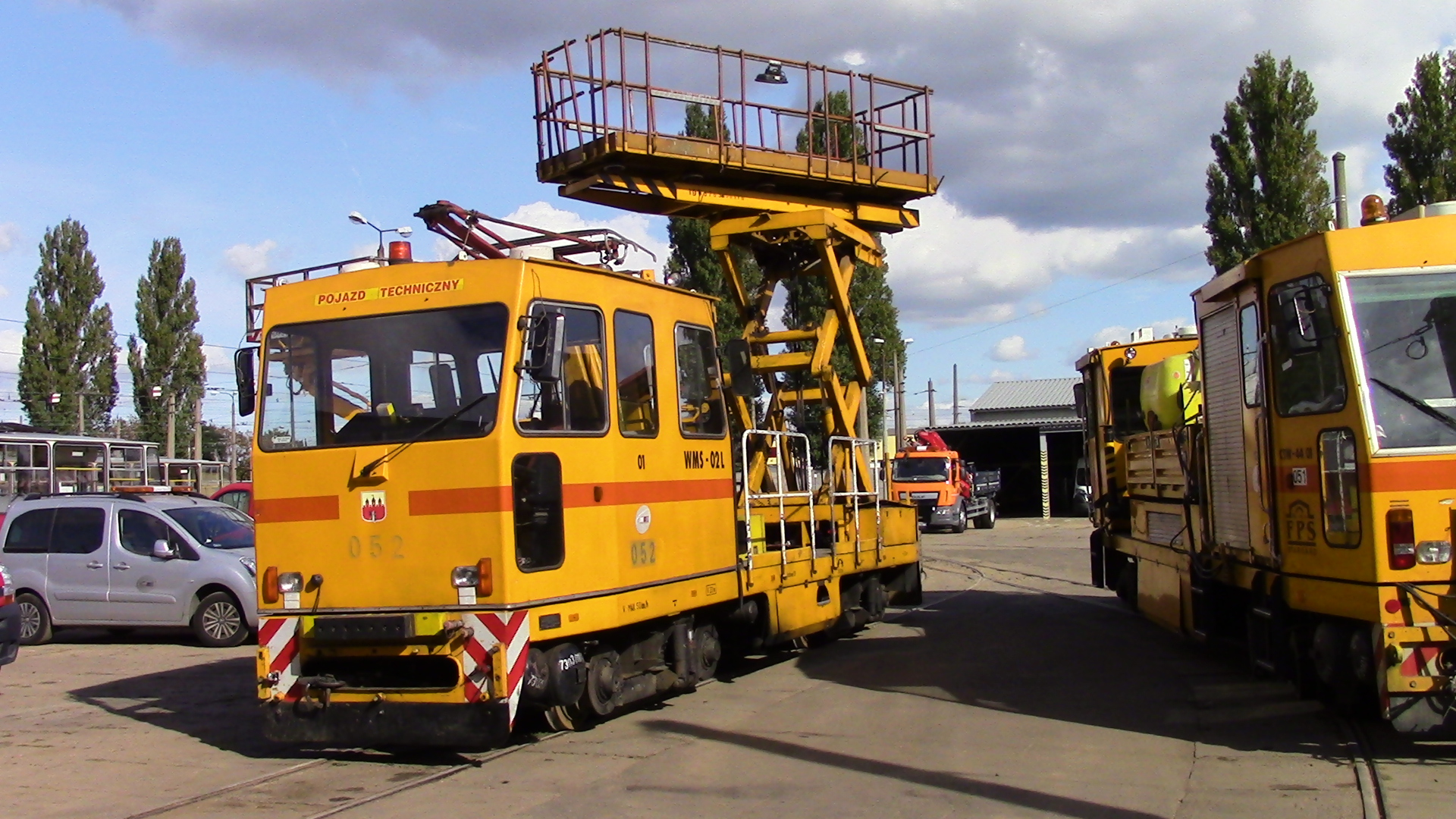
Wóz techniczny WMS-02L
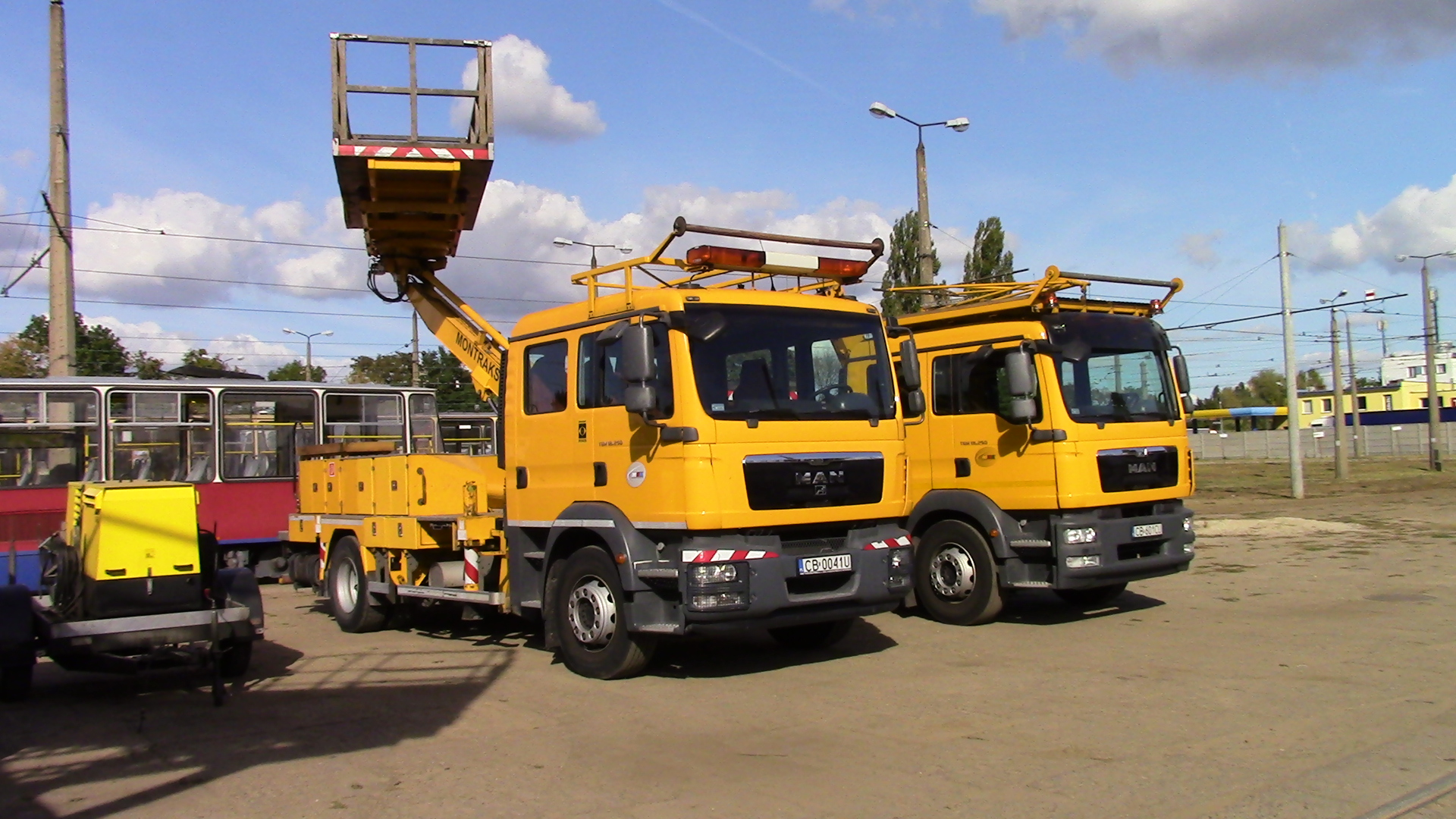
Wozy techniczne MAN
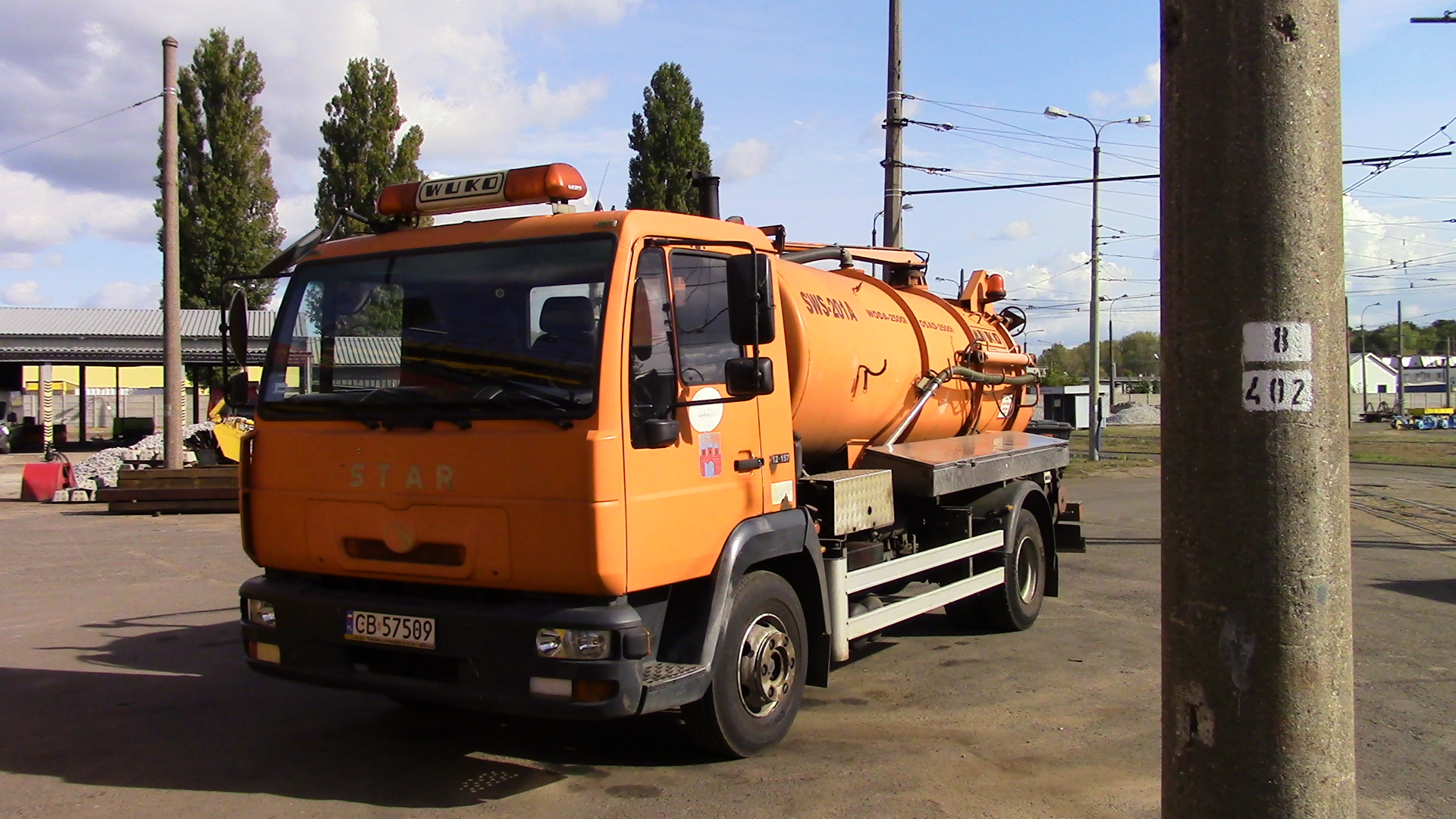
Wóz techniczny Star